# 앤드리아 앤더스
앤드리아 앤더스(영어: Andrea Anders, 1975년 5월 10일 ~ )는 미국의 배우이다.

## 출연 작품

### 영화
- 스텝포드 와이프 (2004)
- 섹스 드라이브 (2008)
- 네세서리 러프니스 (2011)
- Return to Zero (2014)
- Is That a Gun in Your Pocket? (2016)
- 대디스 홈 2 (2017)
- 인스턴트 패밀리 (2018)
- 카운트다운 (2019)
- Nancy Drew and the Hidden Staircase (2019)
- 크리스마스 스피릿 (2022)

### 텔레비전
- 원 라이프 투 리브 (1998)
- 오즈 (2003)
- 조이 (2004-06)
- The Class (2006)
- 네세서리 러프니스 (2011)
- 미스터 선샤인 (2011)
- 모던 패밀리 (2014-15)
- 영 쉘든 (2018-21)